# Parahesione pulvinata
Parahesione pulvinata — вид багатощетинкових червів родини Hesionidae. Описаний у 2023 році.

## Назва
Видова назва pulvinata походить від латинського  pulvinus  (що означає «подушка») і відноситься до форми спинних циррофорів.

## Поширення
Вид поширений у припливній зоні острова Окінава. Мешкає в норах креветок-привидів Neocallichirus jousseaumei і Glypturus armatus. Оскільки черви ніколи не були знайдені за межами нір креветок-привидів, свідчить про те, що вони є облігатними симбіонтами.

## Опис
Для цього виду характерні вісім збільшених циррусів, дорсальні циррофори з дорсальною листоподібною часткою та двоярусними параподіями, а також відсутність серединної антени.